# مي غنا
«مي غنا» (بالإنكليزية Mi Gna وبالأرمنية Մի Գնա بمعنى لا تذهب أو لا تذهبي) أغنية ثنائية اللغة (بالإنكليزية والأرمنية) شهيرة من عام 2017 أطلقها الدي دجاي الأرمني الأميركي سوبر ساكو (بالإنكليزية DJ Super Sako واسمه الحقيقي سركيس بالاسانيان) وبمرافقة غنائية من مغني الرابيز الأرميني سبيتاكتسي هايكو (بالأرمنية Սպիտակցի Հայկո واسمه الحقيقي هايكو غيفونتيان).
النسخة الأساسية جاءت في ألبوم أغاني الدي دجاي سوبر ساكو بعنوان Love Crimes (جرائم الحب). والأغنية من تأليف أرداغ أراميان (Artak Aramyan) وكلمات الراب الإنكليزية لسركيس بالاسانيان (سوبر ساكو).

## رواج عالمي
الأغنية لاقت رواجا ليس فقط في أرمينيا وعالم الانتشار الأرمني (المعروفة بالشتات الأرمني)، بل أيضا في مختلف البلدان في أسيا والأميركتين وأوروبا وخصوصا في فرنسا وأيضا بشكل بارز في دول الشرق الأوسط والعالم العربي وشمال أفريقيا وإسرائيل وتركيا وغيرها.
وتعتبر الأغنية أكثر أغنية أرمنية رائجة في القرن الحادي والعشرين، وموقع اليوتيوب الأساسي لسوبر ساكو فاق زوارها للأغنية الـ 165 مليون مشاهد وزائر كما في أبريل / نيسان 2018.

## نسخ رائجة
للأغنية نسخ عديدة بلغات مختلفة مثل العربية والعبرية والكردية واليونانية والبلغارية والألبانية والرومانية والفرنسية والروسية والإسبانية وغيرها والعديد من نسخ الريميكس.
هناك إصدارات عديدة باللغة العربية ومن أهمها نسخة من أداء الفنانة راشيل، أداء حي للمغنية رانين شعّار، وكـ duo أرمنية عربية لهيثم دسوقي ونازو نازاريان بعنوان «شعّل نار / مي غنا» ونسخة مغربية بعنوان «تانبغيك أنا» لـ Big Shift & Dr. Black وغيرهم.

## نسخة غيمس
وفي فرنسا أطلق المغني والرابر الكونغولي غيمس (بالفرنسية Gims) عام 2018 نسخة ريميكس مضيفا للأغنية كلمات بالفرنسية تحت عنوان "(Mi Gna (Maître Gims Remix" لتصبح أغنية ثلاثية اللغة بالفرنسية والإنكليزية والأرمنية وتحتل المرتبة الرابعة في جدول الأغاني الدارجة للأغنيات في فرنسا المعروف بـ الإتحاد الوطني للنشر الفونوغرافي (SNEP).

## نسخة بلطي
وفي الوطن العربي أطلق مغني الراب التونسي بلطي (Balti) في منتصف سنة 2018 نسخة عربية تحت اسم (Balti Mi Gna Remix) لتصبح أغنية رباعية باللغة الفرنسية والإنجليزية والأرمنية. لتشهر هذه الاغنية في الوسط العربي بلغتهم العربية.

## وصلات خارجية
- موقع سوبر ساكو الرسمي
- قناة سوبر ساكو على اليوتيوب
- موقع يوتيوب: Super Sako - Mi Gna ft. Hayko
- موقع يوتيوب Maître Gims - Mi Gna ft. Super Sako, Hayko